# Callistochiton asthenes
Callistochiton asthenes is een keverslakkensoort uit de familie van de Callistoplacidae. De wetenschappelijke naam van de soort is voor het eerst geldig gepubliceerd in 1919 door Berry.